# Nelson W. Aldrich

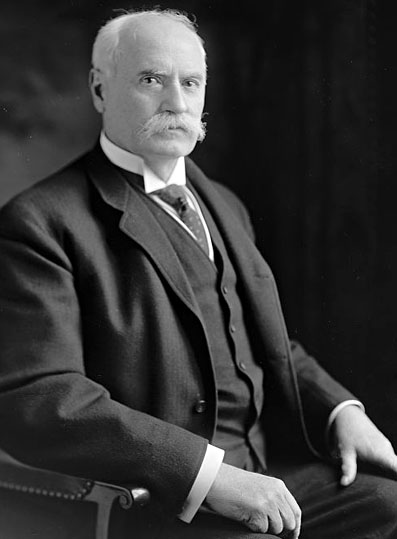
Nelson W. Aldrich

Nelson Wilmarth Aldrich (Foster (Rhode Island), 6 november 1841 - New York, 16 april 1915) was een Amerikaans politicus en zakenman. Hij was leider van de Republikeinse fractie in de Senaat.

## Biografie
Aldrich werd geboren in 1841. Zijn familie was welgesteld. Een van zijn voorouders was John Winthrop. Hij huwde in 1866 met Abigail Pearce Truman Chapman. Hun dochter Abby Aldrich trouwde met John D. Rockefeller jr.
In 1881 werd Aldrich verkozen in de Amerikaanse Senaat. Aldrich zetelde in de Senaat tot 1911. Als zakenman investeerde hij onder meer in de mijnen die Leopold II van België liet aanleggen in Kongo. 
Aldrich overleed in 1915 op 73-jarige leeftijd. 
- Biblioteca Nacional de España: XX1343267
- Bibliothèque nationale de France: cb11133568t (data)
- CiNii: DA11582214
- Gemeinsame Normdatei: 1110987218
- International Standard Name Identifier: 0000 0000 8110 6253
- Library of Congress Control Number: no89019687
- Nationale Bibliotheek van Israël: 987007281884805171
- Nederlandse Thesaurus van Auteursnamen: 119723301
- SNAC: w6wh3hnx
- Système universitaire de documentation: 110050444
- Biographical Directory of the United States Congress: A000083
- Virtual International Authority File: 31553293
- WorldCat: E39PBJtmptrRtrt63RMmVfDKBP